# ハース・VF-19
ハース・VF-19 (Haas VF-19) は、ハースF1チームが2019年のF1世界選手権参戦用に開発したフォーミュラ1カーである。

## 概要
2019年2月18日、プレシーズンテストが行われるカタロニア・サーキットで初公開された。それに先駆けた2月7日に新しいカラーリングが公開され、イギリスのエナジードリンクメーカーのリッチ・エナジーとのタイトルスポンサー契約開始に伴い、同社のブランドカラーであるブラックとゴールドに変わった。
しかし、雄鹿をモチーフにした同社のブランドロゴが著作権法違反で訴えられて敗訴したことから、第7戦カナダGPからロゴが削除され、さらに第10戦イギリスGPの開催中にCEOが突如スポンサーを降板すると発表したが、CEOの独断で行われたことが判明した。この騒動によってCEOは同社を去り、社名は「ライトニング・ボルト」に変更された。同社のグローバル戦略の変更に伴い、第14戦イタリアGP終了後に改めてスポンサーの降板を発表した。なお、スポンサー終了後もブラックとゴールドのカラーリングを維持した。
2016年のF1参戦開始以降、フェラーリからパーツの供給を受けているが、空力パーツについては、ハースが独自で開発したもので構成されている。

## 2019年シーズン

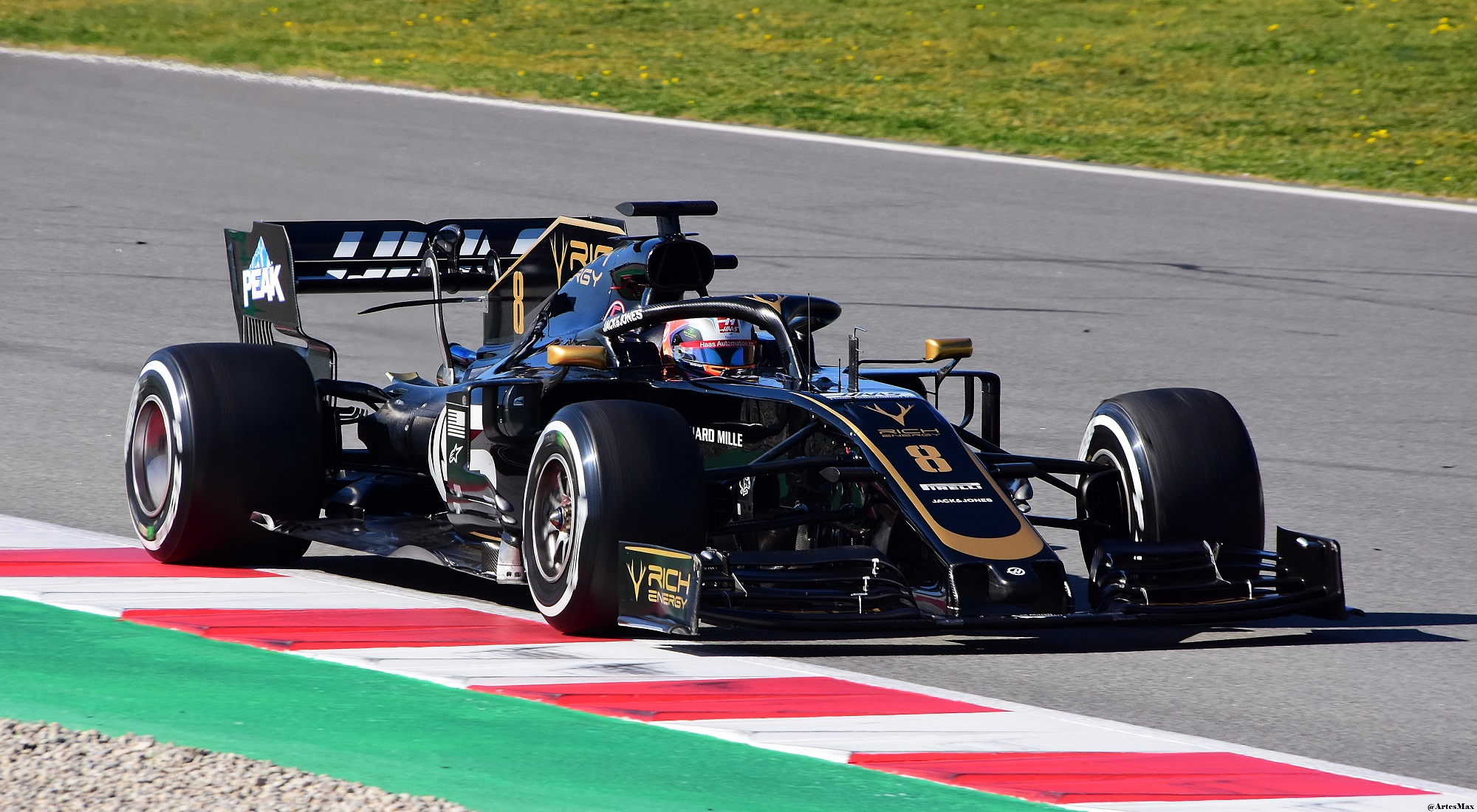
プレシーズンテストでのVF-19（ドライバーはロマン・グロージャン）。この時点ではリッチ・エナジー社のブランドロゴである雄鹿が描かれていた。

ドライバーはロマン・グロージャンとケビン・マグヌッセンが引き続き残留。
プレシーズンテストではパワーユニット(PU)が原因のトラブルはあったものの、チームとしては大きなトラブルもなくテストを終えた。
シーズン前半だが、開幕戦オーストラリアGPこそ2台でのQ3進出とマグヌッセンの6位入賞という形でスタート。たが、新規格のタイヤとのマッチングに苦戦。チームもそれを把握しており、タイヤの温度変化が激しい決勝の対応、いわゆるレースペースの問題が解消できれば、速さを発揮できると考えていた。実際、タイヤの温度のコントロールがしやすい予選では速さを見せており、第9戦オーストリアGPでマグヌッセンが予選Q3進出からの5番手獲得（規定外のギアボックス交換のペナルティにより決勝は10番手スタート）のように、予選Q3進出ができることからマシンとしての一発の速さという点では他と比べ劣っているわけではなかった。
ところが、予想よりマシン開発に苦戦。試行錯誤の中、データ収集の一環で第11戦ドイツGPのフリー走行にて空力パーツの検証を実施し、開幕戦仕様（旧型）とアップグレード版のマシンの比較を行ったら、開幕戦仕様の方が速いことが判明。この一件で今季のマシンはタイヤとのマッチング以外も問題があるという認識を示した。そのため、タイヤとのマッチングの件もあるが、来季のために後半戦のフリー走行は全てテスト寄りの内容に変更。それを通じて原因が判明し、チーム側は今季のマシン開発の失敗が原因とするコメントを残した。
最終的にはマシン開発の失敗が響き、全ての面においてチーム発足以来の最低成績でシーズンを終えることとなった。偶然ではあるが、それぞれのドライバーが獲得したポイントは、それぞれのカーナンバーと同じである。

## スペック

### シャシー
- シャシー構造：カーボンファイバー/ハニカムコンポジット構造
- ボディーワーク：カーボンファイバー製
- フロント&リアサスペンション：独立懸架、プッシュロッド+トーションバー
- ダンパー：ZFザックス
- ステアリング：フェラーリ
- トランスミッション：フェラーリ セミオートマチック・シーケンシャル電子制御（クイックシフト） 8速＋リバース1速、サーボ制御式油圧リミテッド・スリップ・デフ
- クラッチ：APレーシング
- ブレーキ：カーボンファイバー製ディスクブレーキ、ブレーキパッド、6ピストンブレーキキャリパー
- コクピット・インストゥルメンテーション：フェラーリ
- シートベルト：サベルト
- ステアリングホイール：フェラーリ
- シート：カーボンファイバー製
- ホイール：OZレーシング
- タイヤ：ピレリ P-Zero
- 燃料タンク：ATL
- 燃料・オイル：シェル
- 全幅：2,000mm
- 重量：743kg（ドライバーを含む）

### パワーユニット
- 型式：フェラーリ 064
- 排気量：1,600cc
- 気筒数：V型6気筒
- 過給機形式：ターボ
- 最高回転数：15,000rpm（レギュレーションで規定）

## 記録
- ケビン・マグヌッセン - 20点（ドライバーズランキング16位）、FL1回
- ロマン・グロージャン - 8点（同18位）

| 年   | No. | ドライバー   | 1   | 2   | 3   | 4   | 5   | 6   | 7   | 8   | 9   | 10  | 11  | 12  | 13  | 14  | 15  | 16  | 17  | 18  | 19  | 20  | 21  | ポイント | ランキング |
| 年   | No. | ドライバー   | AUS | BHR | CHN | AZE | ESP | MON | CAN | FRA | AUT | GBR | GER | HUN | BEL | ITA | SIN | RUS | JPN | MEX | USA | BRA | ABU | ポイント | ランキング |
| ---- | --- | ------------ | --- | --- | --- | --- | --- | --- | --- | --- | --- | --- | --- | --- | --- | --- | --- | --- | --- | --- | --- | --- | --- | -------- | ---------- |
| 2019 | 8   | グロージャン | Ret | Ret | 11  | Ret | 10  | 10  | 14  | Ret | 16  | Ret | 7   | Ret | 13  | 16  | 11  | Ret | 13  | 17  | 15  | 13  | 15  | 28       | 9位        |
| 2019 | 20  | マグヌッセン | 6   | 13  | 13  | 13  | 7   | 14  | 17  | 17  | 19  | Ret | 8   | 13  | 12  | Ret | 17  | 9   | 15  | 15  | 18† | 11  | 14  | 28       | 9位        |

- 太字はポールポジション、斜字はファステストラップ（key）
- † 印はリタイアだが、90%以上の距離を走行したため規定により完走扱い。